# 职务犯罪
职务犯罪是指政府机关、公共部门、国有企业等单位负责人员利用职位优势，导致的犯罪，主要表现为贪污、受贿等罪案的发生。

## 中国的职务犯罪
中国大陆的职务犯罪从1980年代以来逐年上升，而且从金额上由几十万、几百万甚至几千万人民币，行为性质上大案要案急剧增多。行为主体位高权重者增多，最有代表性的有陈希同、王宝森、褚时健、成克杰、胡长清等；表现为权力部门内联外结、有组织地滥用权力直至犯罪，如湛江走私案、远华走私案等全国有重大影响的案件；职务犯罪涉及的领域由原来的经济管理部门和国有资源管理部门转移到文化、科技、教育和司法等领域；国有企业发生的领导利用职权贪污受贿、挥霍浪费、挪用公款、猖狂掠夺国有资源和恣意浪费屡见不鲜。
职务犯罪主要由于制度结构的缺陷和权力失控导致：权力过于集中；权力过程中缺乏有力的制约和监督；权力被滥用。